# رودانين
الرودانين (بالإنجليزية : Rhodanine) هو عبارة عن مركب عضوي يتم اشتقاقه من الثيازوليدين . ويمكن تحضير هذا المركب عن طريق تفاعل ثنائي كبريتيد الكربون ، الأمونيا ، وأحادي كلورو حمض الخل .
وتتميز بعض مشتقات الرودانين بخصائصها الدوائية ، مثل الإيبالريستات (بالإنجليزية : Epalrestat) والذي يستخدم في علاج اعتلال الكلى السكري .